# 角谷正義
角谷 正義（かくたに まさよし、1988年10月12日 - ）は、日本の元男性キックボクサー。大阪府堺市出身。ドージョーチャクリキ・ジャパン大阪支部康心舘所属。

## 来歴
地元ではストリートファイトに明け暮れ、補導された経験を持つ一方、高校では陸上の投擲競技で活躍し、砲丸投で国体優勝している。自己ベストは砲丸投が16m67（5.443kg、当時のユース日本最高記録）、円盤投が56m23（1.500kg、当時の日本高校歴代2位）。
2009年8月、ドージョー・チャクリキに入門。「打倒バダ・ハリ」を目標に掲げる。
2010年5月9日、地元の大阪府立体育会館で開かれたIGF「GENOME12」にてプロデビュー。軽部秀和にTKO勝利。
2011年4月28日にはボブ・サップから1RKOを奪う。
その後も、ロサンゼルスやオランダで試合やトレーニングを重ねたが、2013年10月23日、一身上の都合により格闘技を引退する。

## 戦績

### キックボクシング
| 勝敗 | 対戦相手                   | 試合結果              | 大会名                        | 開催年月日    |
| ×    | 金田一孝介                 | 1R+延長1R終了 判定0-5 | BREAKING DOWN 12              | 2024年6月2日  |
| ○    | プリンス・アリ             | 1R 1:43 KO            | INOKI-BOM-BA-YE 2012 GENOME21 | 2012年7月14日 |
| ○    | パトリック・スコフィールド | 3R 3-0判定勝ち        | GENOME18                      | 2012年2月17日 |
| ○    | バル・ハーン               | 2R 反則勝ち           | INOKI-BOM-BA-YE 2011          | 2011年12月2日 |
| ×    | 木村秀和                   | 1R 2:14 KO            | GENOME16                      | 2011年7月10日 |
| ○    | ボブ・サップ               | 1R 1:19 KO            | GENOME15                      | 2011年4月28日 |
| ×    | MASASHI                    | 1R 1:57 KO            | GENOME13                      | 2010年9月25日 |
| ○    | 軽部秀和                   | 3R 1:49 TKO           | GENOME12                      | 2010年5月9日  |

## 入場曲
- 角谷炎上